# Danh sách phim có doanh thu cao nhất tại Vương quốc Liên hiệp Anh
Danh các bộ phim có doanh thu cao nhất tại Anh (bao gồm cả Scotland, Wales và Bắc Ireland, dựa trên doanh thu vé bán tại các rạp theo 25th Frame.
Dưới đây là 100 phim trong danh sách (đơn vị tính: dollar Mỹ):
| Thứ hạng | Tên                                                                                 | Hãng phát hành                               | Doanh thu   | Năm  |
| -------- | ----------------------------------------------------------------------------------- | -------------------------------------------- | ----------- | ---- |
| 1        | Avatar                                                                              | 20th Century Fox                             | £93,442,625 | 2009 |
| 2        | Toy Story 3                                                                         | Walt Disney Pictures/Pixar Animation Studios | £73,405,113 | 2010 |
| 3        | Harry Potter and the Deathly Hallows – Part 2                                       | Warner Bros. Pictures                        | £73,094,187 | 2011 |
| 4        | Mamma Mia!                                                                          | Universal Pictures                           | £69,166,087 | 2008 |
| 5        | Titanic                                                                             | Paramount Pictures/20th Century Fox          | £69,025,646 | 1998 |
| 6        | Harry Potter and the Philosopher's Stone                                            | Warner Bros. Pictures                        | £63,957,673 | 2001 |
| 7        | The Lord of the Rings: The Fellowship of the Ring                                   | New Line Cinema                              | £63,009,288 | 2001 |
| 8        | The Lord of the Rings: The Return of the King                                       | New Line Cinema                              | £60,880,923 | 2003 |
| 9        | The Lord of the Rings: The Two Towers                                               | New Line Cinema                              | £57,600,094 | 2002 |
| 10       | Star Wars Episode I: The Phantom Menace                                             | 20th Century Fox                             | £56,351,660 | 1999 |
| 11       | Casino Royale                                                                       | MGM/Columbia Pictures                        | £55,287,027 | 2006 |
| 12       | Harry Potter and the Chamber of Secrets                                             | Warner Bros. Pictures                        | £54,780,731 | 2002 |
| 13       | Harry Potter and the Deathly Hallows – Part 1                                       | Warner Bros. Pictures                        | £52,478,788 | 2010 |
| 14       | The Full Monty                                                                      | Fox Searchlight Pictures                     | £52,232,058 | 1997 |
| 15       | Pirates of the Caribbean: Dead Man's Chest                                          | Walt Disney Pictures                         | £51,735,498 | 2006 |
| 16       | Quantum of Solace                                                                   | MGM/Columbia Pictures                        | £51,070,677 | 2008 |
| 17       | Harry Potter and the Half-Blood Prince                                              | Warner Bros. Pictures                        | £50,713,404 | 2009 |
| 18       | Harry Potter and the Order of the Phoenix                                           | Warner Bros. Pictures                        | £49,136,969 | 2007 |
| 19       | The Dark Knight                                                                     | Warner Bros. Pictures                        | £48,824,392 | 2008 |
| 20       | Harry Potter and the Goblet of Fire                                                 | Warner Bros. Pictures                        | £48,328,854 | 2005 |
| 21       | Shrek 2                                                                             | DreamWorks SKG                               | £48,104,138 | 2004 |
| 22       | Jurassic Park                                                                       | Universal Pictures                           | £47,886,423 | 1993 |
| 23       | Harry Potter and the Prisoner of Azkaban                                            | Warner Bros. Pictures                        | £45,615,949 | 2004 |
| 24       | The King's Speech                                                                   | Momentum Pictures                            | £45,354,368 | 2011 |
| 25       | Toy Story 2                                                                         | Walt Disney Pictures/Pixar Animation Studios | £45,323,406 | 2000 |
| 26       | The Inbetweeners Movie                                                              | Entertainment Film Distributors              | £45,027,396 | 2011 |
| 27       | The Chronicles of Narnia: The Lion, the Witch and the Wardrobe                      | Walt Disney Pictures                         | £43,239,634 | 2005 |
| 28       | Alice in Wonderland                                                                 | Walt Disney Pictures                         | £42,169,542 | 2010 |
| 29       | Bridget Jones's Diary                                                               | Universal Pictures                           | £42,007,008 | 2001 |
| 30       | Avengers Assemble                                                                   | Walt Disney Pictures                         | £40,279,282 | 2012 |
| 31       | Pirates of the Caribbean: At World's End                                            | Walt Disney Pictures                         | £40,125,303 | 2007 |
| 32       | Indiana Jones and the Kingdom of the Crystal Skull                                  | Paramount Pictures                           | £39,742,108 | 2008 |
| 33       | Star Wars Episode III: Revenge of the Sith                                          | 20th Century Fox                             | £39,188,065 | 2005 |
| 34       | The Simpsons Movie                                                                  | 20th Century Fox                             | £38,312,694 | 2007 |
| 35       | Shrek the Third                                                                     | DreamWorks SKG                               | £38,079,462 | 2007 |
| 36       | Monsters, Inc.                                                                      | Walt Disney Pictures/Pixar Animation Studios | £37,907,451 | 2002 |
| 37       | Star Wars Episode II: Attack of the Clones                                          | 20th Century Fox                             | £37,235,880 | 2002 |
| 38       | Finding Nemo                                                                        | Walt Disney Pictures/Pixar Animation Studios | £37,178,973 | 2003 |
| 39       | Independence Day                                                                    | 20th Century Fox                             | £37,010,000 | 1996 |
| 40       | Charlie and the Chocolate Factory                                                   | Warner Bros. Pictures                        | £36,774,439 | 2005 |
| 41       | Love Actually                                                                       | Universal Pictures                           | £36,238,777 | 2003 |
| 42       | Die Another Day                                                                     | MGM                                          | £35,924,004 | 2002 |
| 43       | Men in Black                                                                        | Columbia Pictures                            | £35,820,921 | 1997 |
| 44       | Bridget Jones: The Edge of Reason                                                   | Universal Pictures                           | £35,612,127 | 2004 |
| 45       | Inception                                                                           | Warner Bros. Pictures                        | £35,264,403 | 2010 |
| 46       | Ice Age: Dawn of the Dinosaurs                                                      | 20th Century Fox                             | £34,872,218 | 2009 |
| 47       | Up                                                                                  | Walt Disney Pictures/Pixar Animation Studios | £34,284,193 | 2009 |
| 48       | The Lion King                                                                       | Walt Disney Pictures                         | £34,077,999 | 1994 |
| 49       | Spider-Man 3                                                                        | Columbia Pictures                            | £33,458,286 | 2007 |
| 50       | Pirates of the Caribbean: On Stranger Tides                                         | Walt Disney Pictures                         | £32,906,879 | 2011 |
| 51       | The Hangover Part II                                                                | Warner Bros. Pictures                        | £32,764,176 | 2011 |
| 52       | The Matrix Reloaded                                                                 | Warner Bros. Pictures                        | £32,510,686 | 2003 |
| 53       | 101 Dalmatians                                                                      | Walt Disney Pictures                         | £32,533,933 | 1996 |
| 54       | The Incredibles                                                                     | Walt Disney Pictures/Pixar Animation Studios | £32,039,321 | 2004 |
| 55       | Wallace & Gromit: The Curse of the Were-Rabbit                                      | DreamWorks Animation                         | £31,775,044 | 2005 |
| 56       | Slumdog Millionaire                                                                 | Pathé Pictures                               | £31,664,077 | 2009 |
| 57       | Shrek Forever After                                                                 | DreamWorks SKG                               | £31,106,087 | 2010 |
| 58       | Gladiator                                                                           | Universal Pictures                           | £30,907,687 | 1999 |
| 59       | Notting Hill                                                                        | Universal Pictures                           | £30,765,273 | 1999 |
| 60       | War of the Worlds                                                                   | Paramount Pictures                           | £30,367,791 | 2005 |
| 61       | The Twilight Saga: Breaking Dawn - Part 1                                           | Summit Entertainment                         | £30,361,634 | 2011 |
| 62       | The Da Vinci Code                                                                   | Columbia Pictures                            | £30,249,489 | 2006 |
| 63       | King Kong                                                                           | Universal Pictures                           | £29,669,572 | 2005 |
| 64       | Chicken Run                                                                         | DreamWorks Animation                         | £29,428,037 | 2000 |
| 65       | Ice Age: The Meltdown                                                               | 20th Century Fox                             | £29,410,540 | 2006 |
| 66       | A Bug's Life                                                                        | Walt Disney Pictures/Pixar Animation Studios | £29,310,536 | 1999 |
| 67       | The Twilight Saga: Eclipse                                                          | Summit Entertainment                         | £29,308,657 | 2010 |
| 68       | Shrek                                                                               | DreamWorks SKG                               | £29,004,582 | 2001 |
| 69       | Spider-Man                                                                          | Columbia Pictures                            | £28,591,639 | 2002 |
| 70       | Meet the Fockers                                                                    | Universal Pictures                           | £28,549,465 | 2004 |
| 71       | The World Is Not Enough                                                             | MGM                                          | £28,367,515 | 1999 |
| 72       | Pirates of the Caribbean: The Curse of the Black Pearl                              | Walt Disney Pictures                         | £28,067,590 | 2003 |
| 73       | Transformers: Dark of the Moon                                                      | DreamWorks SKG/Paramount Pictures            | £27,862,654 | 2011 |
| 74       | Four Weddings and a Funeral                                                         | MGM                                          | £27,762,648 | 1994 |
| 75       | The Twilight Saga: New Moon                                                         | Summit Entertainment                         | £27,083,155 | 2009 |
| 76       | Transformers: Revenge of the Fallen                                                 | DreamWorks SKG/Paramount Pictures            | £26,539,878 | 2009 |
| 77       | Spider-Man 2                                                                        | Columbia Pictures                            | £26,419,256 | 2004 |
| 78       | Sherlock Holmes: A Game of Shadows                                                  | Warner Bros. Pictures                        | £26,304,253 | 2011 |
| 79       | Sex and the City                                                                    | New Line Cinema                              | £26,232,557 | 2008 |
| 80       | The Lost World: Jurassic Park                                                       | Universal Pictures                           | £25,800,000 | 1997 |
| 81       | Austin Powers: The Spy Who Shagged Me                                               | New Line Cinema                              | £25,772,822 | 1999 |
| 82       | The Golden Compass                                                                  | New Line Cinema                              | £25,771,648 | 2007 |
| 83       | The Sixth Sense                                                                     | Hollywood Pictures                           | £25,407,279 | 1999 |
| 84       | I Am Legend                                                                         | Warner Bros. Pictures                        | £25,348,532 | 2007 |
| 85       | Sherlock Holmes                                                                     | Warner Bros. Pictures                        | £25,162,902 | 2009 |
| 86       | The Day After Tomorrow                                                              | 20th Century Fox                             | £25,049,442 | 2004 |
| 87       | Ocean's Eleven                                                                      | Warner Bros. Pictures                        | £24,877,642 | 2002 |
| 88       | Ratatouille                                                                         | Walt Disney Pictures/Pixar Animation Studios | £24,549,458 | 2007 |
| 89       | Hancock                                                                             | Columbia Pictures                            | £24,410,925 | 2008 |
| 90       | Borat: Cultural Learnings of America for Make Benefit Glorious Nation of Kazakhstan | 20th Century Fox                             | £23,863,341 | 2006 |
| 91       | Alvin and the Chipmunks: The Squeakquel                                             | 20th Century Fox                             | £23,492,082 | 2009 |
| 92       | The Bourne Ultimatum                                                                | Universal Pictures                           | £23,427,403 | 2007 |
| 93       | Bruce Almighty                                                                      | Universal Pictures                           | £23,372,048 | 2003 |
| 94       | Ghost                                                                               | Paramount Pictures                           | £23,341,500 | 1990 |
| 95       | Madagascar: Escape 2 Africa                                                         | DreamWorks Animation                         | £23,296,694 | 2008 |
| 96       | Austin Powers in Goldmember                                                         | New Line Cinema                              | £23,257,354 | 2002 |
| 97       | The Hunger Games                                                                    | Lions Gate Entertainment                     | £23,059,924 | 2012 |
| 98       | Cats & Dogs                                                                         | Warner Bros. Pictures                        | £23,013,391 | 2001 |
| 99       | Bridesmaids                                                                         | Universal Pictures                           | £22,970,769 | 2011 |
| 100      | Transformers                                                                        | DreamWorks SKG/Paramount Pictures            | £22,863,864 | 2007 |